# Dia D (termo militar)

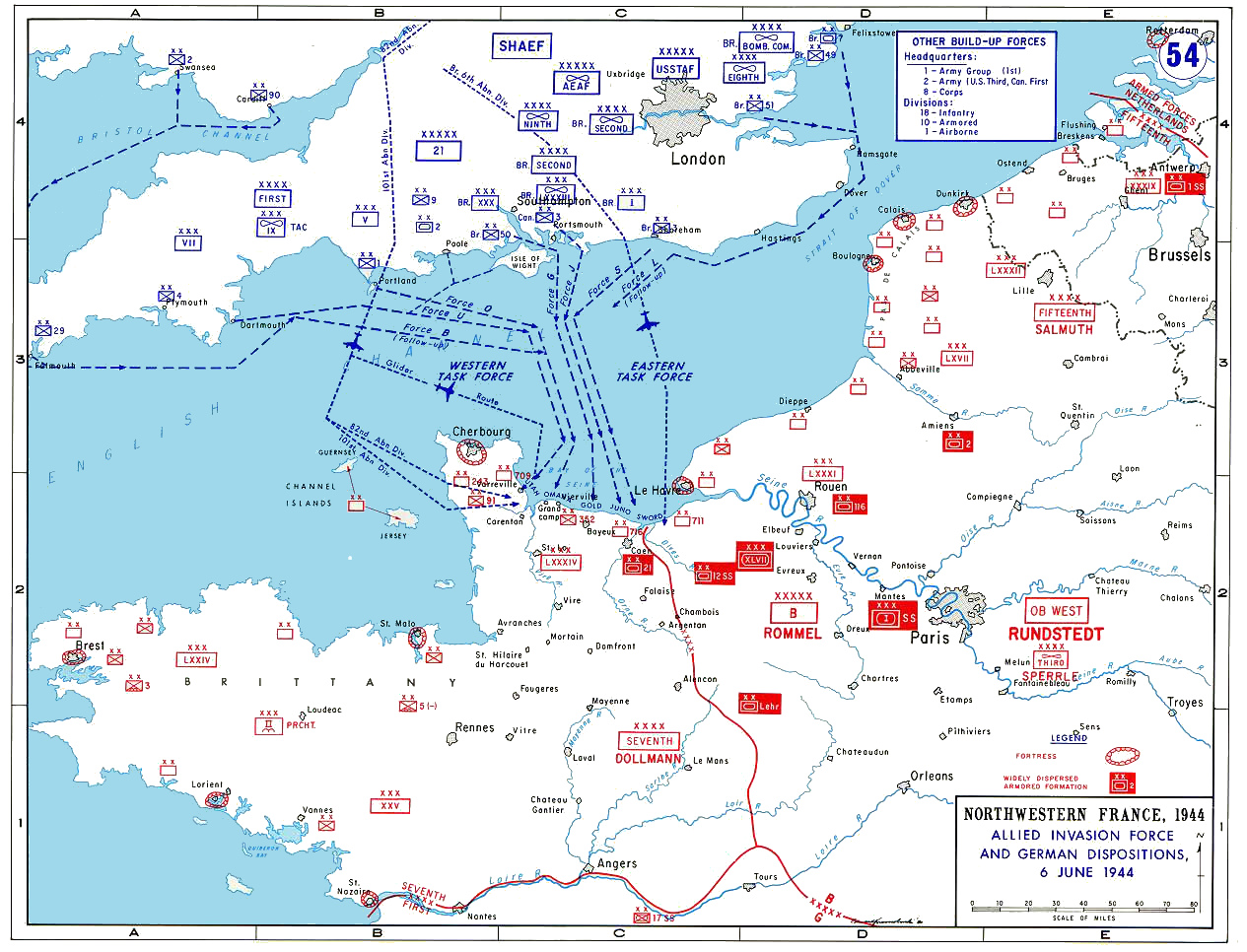
Planos de batalha para a invasão da Normandia, o Dia D mais conhecido.

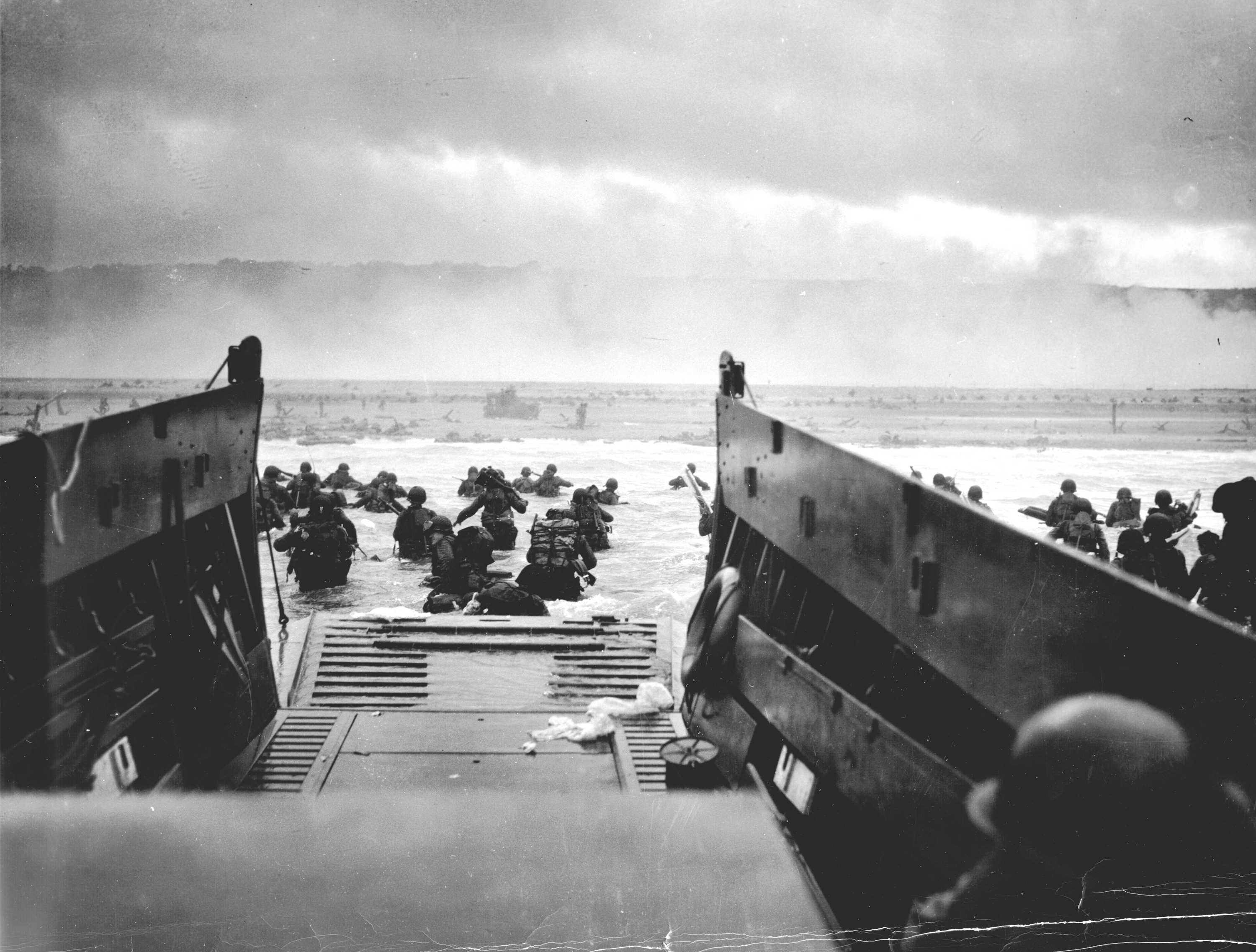
Desembarque na praia Omaha, na Normandia, 6 de junho de 1944, durante a Operação Netuno (comumente conhecido como Dia D).

No vocabulário militar, o Dia D (do inglês D-Day) é um termo utilizado frequentemente para denotar o dia em que um ataque ou uma operação do combate devem ser iniciados. É mais conhecido pelos desembarques da Normandia durante a Segunda Guerra Mundial.
A expressão Dia D (D-Day) apareceu pela primeira vez nas ordens de batalha do Exército dos Estados Unidos na Primeira Guerra Mundial.
A utilização de um nome em código para o dia de início de uma operação arriscada, em sua fase de planejamento, leva em consideração que várias medidas devem ser tomadas antes e após o início dos combates e que devem ser organizadas em função da data e hora precisas da operação. Entretanto, tendo-se em vista que vários fatores podem alterar o dia de início de qualquer operação militar, seria impossível e até mesmo inseguro fazer circular vários documentos contendo a data específica. Assim o planejamento é estruturado marcando-se o Dia (D), Hora (H) e minuto (M) do começo da ação e calculando-se da seguinte forma: O dia anterior é dia D - 1, a hora anterior é hora H - 1. O segundo dia de operação é Dia D + 1. E assim por diante.
O Dia D (Operação Netuno) mais famoso da história militar foi 6 de Junho de 1944 - o dia em que a Batalha da Normandia começou - iniciando a libertação do continente Europeu da ocupação Nazista durante a Segunda Guerra Mundial. Foi a nona operação da Segunda Guerra Mundial com maior número de baixas (Barbarossa - 1.582.000; Stalingrado - 973.000; Cerco de Leningrado - 900.000; Kiev - 657.000; Operação Bagration 1944 - 450.000; Kursk - 325.000; Berlim - 250.000; Campanha Francesa de 1940 - 185.000; Operação Overlord ou Dia D- 132.000)..
Devido a isto, as estratégias de certas operações militares posteriores tentaram evitar utilizar o termo. Por exemplo, a invasão de Leyte pelo Gen. MacArthur começava no "A-day" (dia A), e a invasão de Okinawa no "L-Day" (dia L). 1 de Novembro de 1945, a data proposta para a invasão do Japão, deveria ser "X-Day" (dia X). Uma segunda vaga de desembarques em Tóquio seria "Y-Day" (dia Y), a 1 de Março de 1945.